# Гіпотеза Ердеша про арифметичні прогресії
Гіпотеза Ердеша про арифметичні прогресії — припущення в адитивній комбінаториці, сформульоване Палом Ердешем, згідно з яким у випадку, якщо сума обернених величин додатних натуральних чисел деякої множини розбіжна, то множина містить як завгодно довгі арифметичні прогресії.
Формально, якщо:
{\displaystyle \sum _{n\in A}{\frac {1}{n}}=\infty } ,
тобто {\displaystyle A} — велика множина, то {\displaystyle A} містить арифметичну прогресію будь-якої наперед заданої довжини.
За доведення гіпотези Ердеш обіцяв свого часу премію 3 тис. доларів США; станом на 2008 рік було встановлено премію 5 тис. доларів США.

## Зв'язок з іншими твердженнями

### Наслідки з гіпотези
Гіпотеза Ердеша є узагальненням теореми Семереді (оскільки ряд {\displaystyle \sum \limits _{n=1}^{\infty }{\frac {1}{kn}}={\frac {1}{k}}\left({\sum \limits _{n=1}^{\infty }{\frac {1}{n}}}\right)} розбіжний як гармонійний), а також теореми Ґріна — Тао (оскільки сума {\displaystyle \sum \limits _{p}{\frac {1}{p}}}, де підсумовування ведеться за простими числами, також розбіжна).

### Твердження, з яких випливає гіпотеза
Через еквівалентність розбіжності {\displaystyle \sum \limits _{t=1}^{\infty }{{a_{k}}(4^{t})}}, гіпотезу Ердеша можна буде довести, якщо буде доведено, що {\displaystyle \forall k\geq 3:\ \forall \varepsilon >0:\ a_{k}(N)=O\left({\frac {1}{(\log {N})^{1+\varepsilon }}}\right)}.
Однак на даний момент[коли?] доведено лише, що {\displaystyle a_{k}(N)=O\left({\frac {1}{(\log {\log {n}})^{c_{k}}}}\right)}, де {\displaystyle c_{k}=2^{-2^{k+9}}}, а також, в окремому випадку {\displaystyle k=3}, що {\displaystyle a_{3}(N)=O\left({\sqrt {\frac {\log {\log {N}}}{\log {N}}}}\right)}.